# Carmine Mensorio
Carmine Mensorio (Saviano, 9 settembre 1938 – Ancona, 16 agosto 1996) è stato un chirurgo e politico italiano.

## Biografia

### La formazione e la carriera politica
Divenne professore ordinario di anatomia presso la facoltà di medicina della Seconda Università degli Studi di Napoli e direttore dell'ISEF. Iniziò la sua carriera politica venendo eletto consigliere regionale nel 1975, il più votato nelle liste della Democrazia Cristiana. Dal 1979 è deputato al parlamento sino al 1992. Nelle elezioni del 1994 ottiene una buona affermazione nelle liste del Polo delle Libertà in quota per il CCD, risultando uno dei senatori più votati in Campania. Durante quella legislatura diviene presidente di commissione bicamerale d'inchiesta sul caso di Ilaria Alpi.

### L'inchiesta giudiziaria
Nel 1996, viene coinvolto in un'inchiesta giudiziaria sul favoreggiamento di alcuni istituti di vigilanza privata attivi nell'agro nolano. Per tale motivo non è ricandidato dal Polo. Decise di correre alle elezioni con una lista propria denominata Democrazia Sociale, ottenendo 60.022 voti in tutta la regione Campania, non sufficienti tuttavia per entrare nell'assemblea di Palazzo Madama. Non avendo più l'immunità parlamentare, si rese latitante.

### La morte
Muore suicida il 16 agosto 1996, lanciandosi dalla nave che lo riportava dalla Grecia, a causa delle accuse di collusione con la camorra. facendo ritrovare uno scritto dove asseriva: "anche davanti al tribunale di Dio griderò la mia innocenza".
Il processo, nei suoi diversi gradi di giudizio, si è  concluso con sentenza di assoluzione con formula piena passata in giudicato per tutti gli imputati tra cui figurava anche il prefetto Improta.

## Incarichi parlamentari
- VIII Legislatura
  - componente della VIII commissione istruzione e belle arti (11 luglio 1979 - 11 luglio 1983)
- IX Legislatura
  - componente della VIII commissione istruzione e belle arti (12 luglio 1983 - 1º luglio 1987)
- X Legislatura
  - componente della VII commissione istruzione (4 agosto 1987 - 22 aprile 1992)